# Daryono
Daryono (5 tháng 3 năm 1994 – 9 tháng 11 năm 2020) là một cầu thủ bóng đá người Indonesia. Anh qua đời vì bệnh sốt xuất huyết vào ngày 9 tháng 11 năm 2020.

## Thống kê sự nghiệp

### Câu lạc bộ
Tính đến trận đấu diễn ra ngày 30 tháng 5 năm 2018.
| Câu lạc bộ          | Mùa giải            | Giải vô địch        | Giải vô địch | Giải vô địch | Cúp     | Cúp       | Châu lục | Châu lục  | Tổng    | Tổng      |
| Câu lạc bộ          | Mùa giải            | Hạng đấu            | Số trận      | Bàn thắng    | Số trận | Bàn thắng | Số trận  | Bàn thắng | Số trận | Bàn thắng |
| ------------------- | ------------------- | ------------------- | ------------ | ------------ | ------- | --------- | -------- | --------- | ------- | --------- |
| Persija Jakarta     |                     |                     |              |              |         |           |          |           |         |           |
| 2013                | ISL                 | 1                   | 0            | –            | –       | –         | –        | 1         | 0       |           |
| 2014                | ISL                 | 0                   | 0            | –            | –       | –         | –        | 0         | 0       |           |
| 2015                | ISL                 | 0                   | 0            | –            | –       | –         | –        | 0         | 0       |           |
| 2016                | ISC A               | 6                   | 0            | –            | –       | –         | –        | 6         | 0       |           |
| 2017                | Liga 1              | 1                   | 0            | –            | –       | –         | –        | 1         | 0       |           |
| 2018                | Liga 1              | 4                   | 0            | 0            | 0       | 0         | 0        | 4         | 0       |           |
| Tổng cộng sự nghiệp | Tổng cộng sự nghiệp | Tổng cộng sự nghiệp | 12           | 0            | 0       | 0         | 0        | 0         | 12      | 0         |

1. ↑  Includes Piala Indonesia.
2. ↑  Số lần ra sân ở Cúp AFC.

## Danh hiệu

### Danh hiệu câu lạc bộ
Persija Jakarta
- Cúp Tổng thống Indonesia: 2018